# Magistrat financier (France)
Ne doit pas être confondu avec Juridictions économiques et financières judiciaires en France#Magistrats connus.
Un magistrat financier est un haut fonctionnaire de l'État exerçant au sein des juridictions financières (Cour des comptes et chambres régionales et territoriales des comptes) des fonctions juridictionnelles et non-juridictionnelles.
Les magistrats financiers contrôlent la gestion de l'État et des collectivités territoriales, jugent les comptes des comptables publics, assistent le Parlement, notamment dans l'évaluation des politiques publiques, et assurent le commissariat aux comptes de certaines organisations internationales.

## Magistrats de la Cour des comptes
Les auditeurs (18), conseillers référendaires (66) et conseillers maîtres (136, en comptant les présidents de chambre) de la Cour des comptes ont le statut de magistrat. Ils sont inamovibles mais régis par le statut de la fonction publique d'État et non celui de la magistrature dans l'exercice de leurs fonctions. Chaque année, des auditeurs sont recrutés à la sortie de l'École nationale d'administration, conformément à l'article R*121-1 du code des juridictions financières.

## Magistrats des chambres régionales et territoriales des comptes
Les magistrats des chambres régionales et territoriales des comptes bénéficient de garanties statutaires équivalentes. Les conseillers des chambres régionales et territoriales des comptes sont recrutés à la sortie de l'École nationale d'administration et par concours direct.